# Súper Ballón d’Or

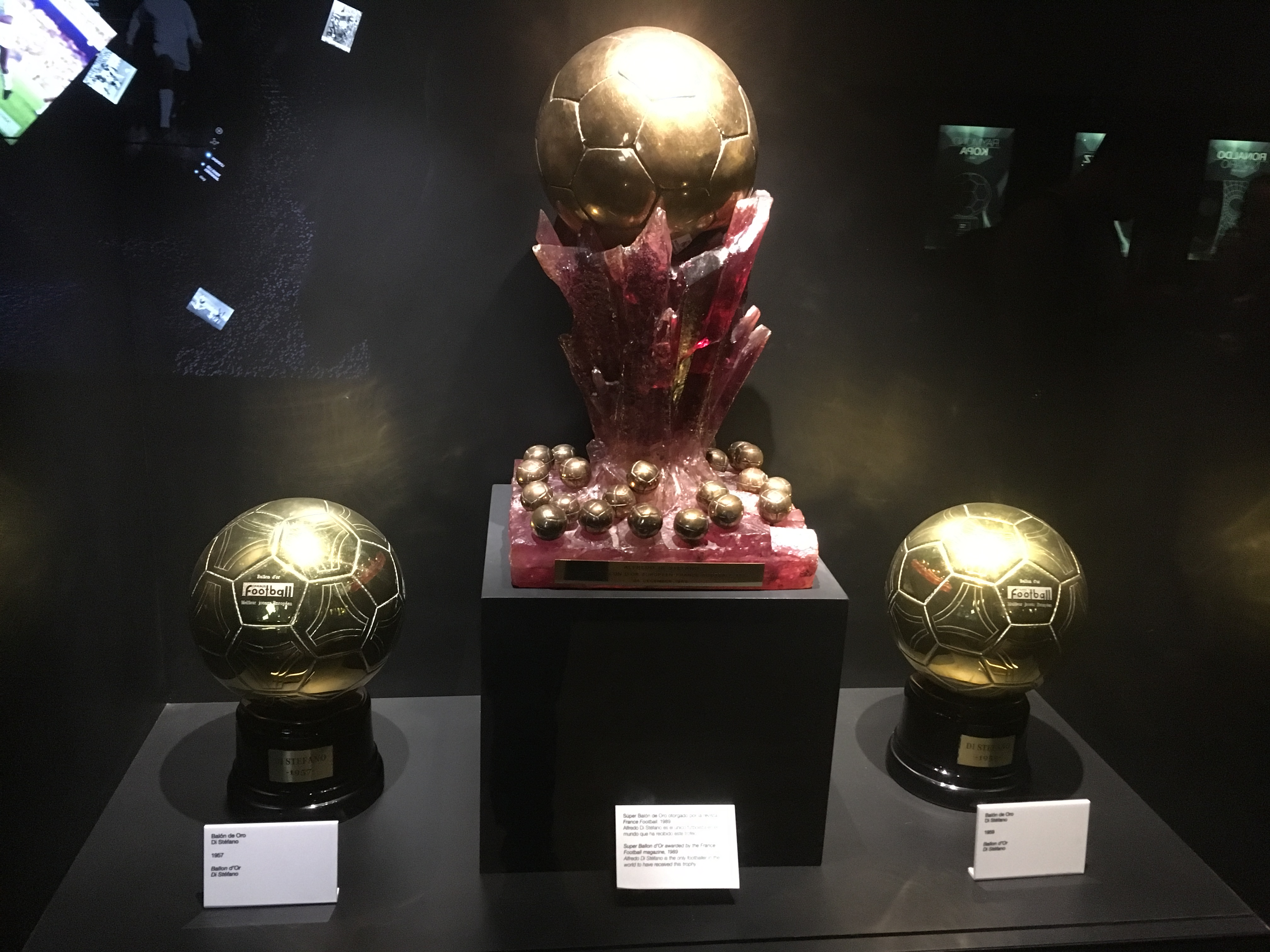
Der Súper Ballón d’Or (Mitte) und die zwei Ballón d’Ors von Alfredo Di Stéfano

Der Súper Ballón d’Or (französisch für „Goldener Super-Ball“) ist der Name eines Preises, der von der französischen Fußball-Fachzeitschrift France Football für den besten Fußballspieler Europas der letzten drei Jahrzehnte vergeben wurde. Durch seine bislang einmalige Vergabe gilt er als die seltenste Auszeichnung im Fußball.

## Geschichte
Der Preis wurde erstmals am 24. Dezember 1989 vergeben. Nominiert waren Franz Beckenbauer, Johan Cruyff, Alfredo Di Stéfano, Kevin Keegan, Michel Platini und Karl-Heinz Rummenigge. Bei der speziellen Abstimmung wurden die Leserschaft sowie die ehemaligen Sieger des Ballon d’Or mit einbezogen, damit diese sich in einer Wahl für den Sieger entscheiden konnten. Sieger wurde der Argentinier Alfredo Di Stéfano vor dem zweitplatzierten Niederländer Johan Cruyff sowie dem Franzosen Michel Platini auf Platz drei.
Di Stéfano wurde als Anerkennung seiner 26 Jahre andauernden Fußballkarriere sowie als einziger Spieler bisher mit diesem Preis geehrt. Er hatte für seine fußballerischen Leistungen als individuelle Auszeichnung bereits zweimal den Ballon d’Or (1957, 1959) gewinnen können.

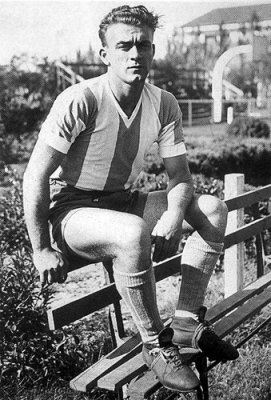
Alfredo Di Stéfano, der Sieger, im Trikot der argentinischen Nationalmannschaft (1947)
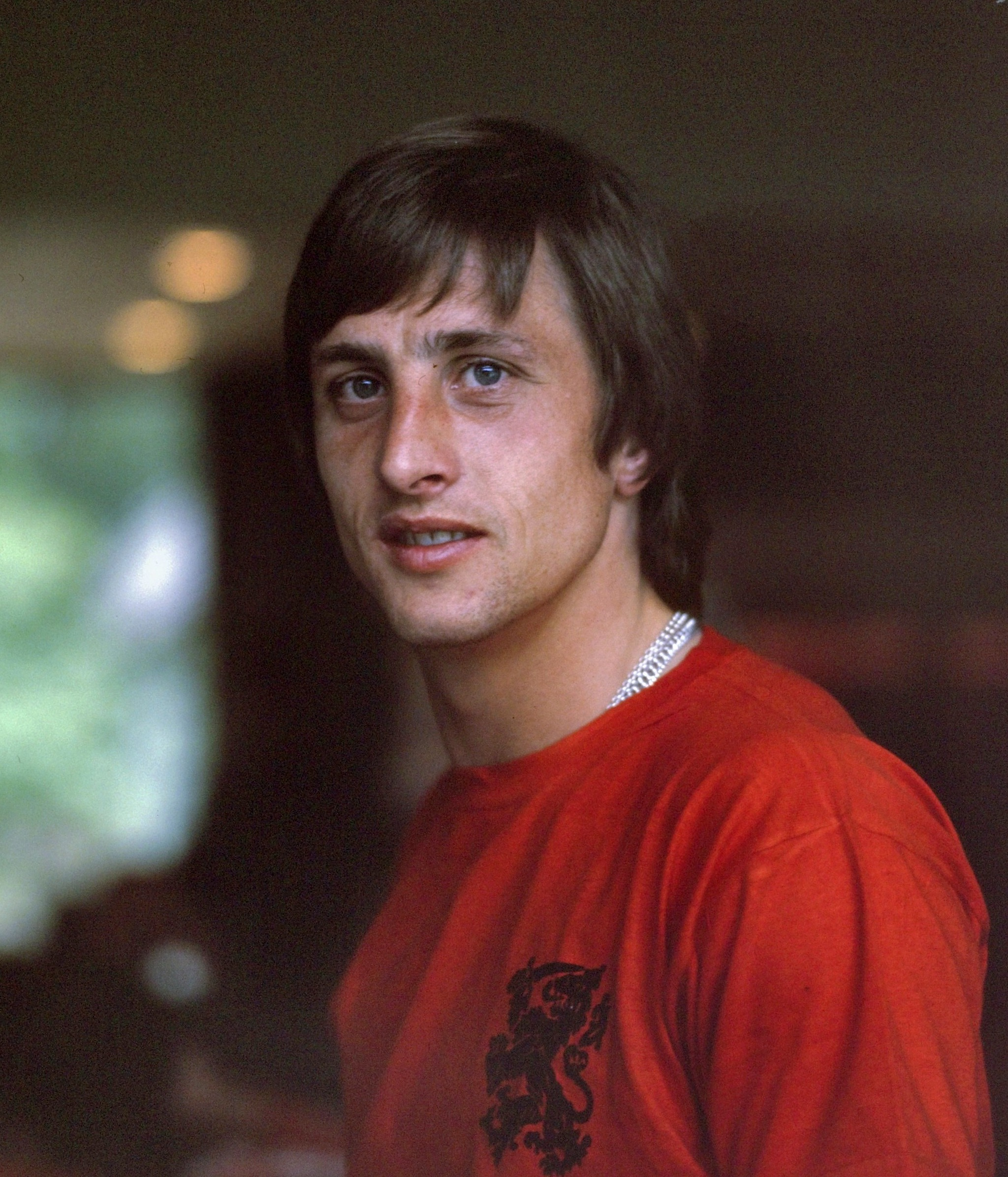
Johan Cruyff (1974), Zweitplatzierter
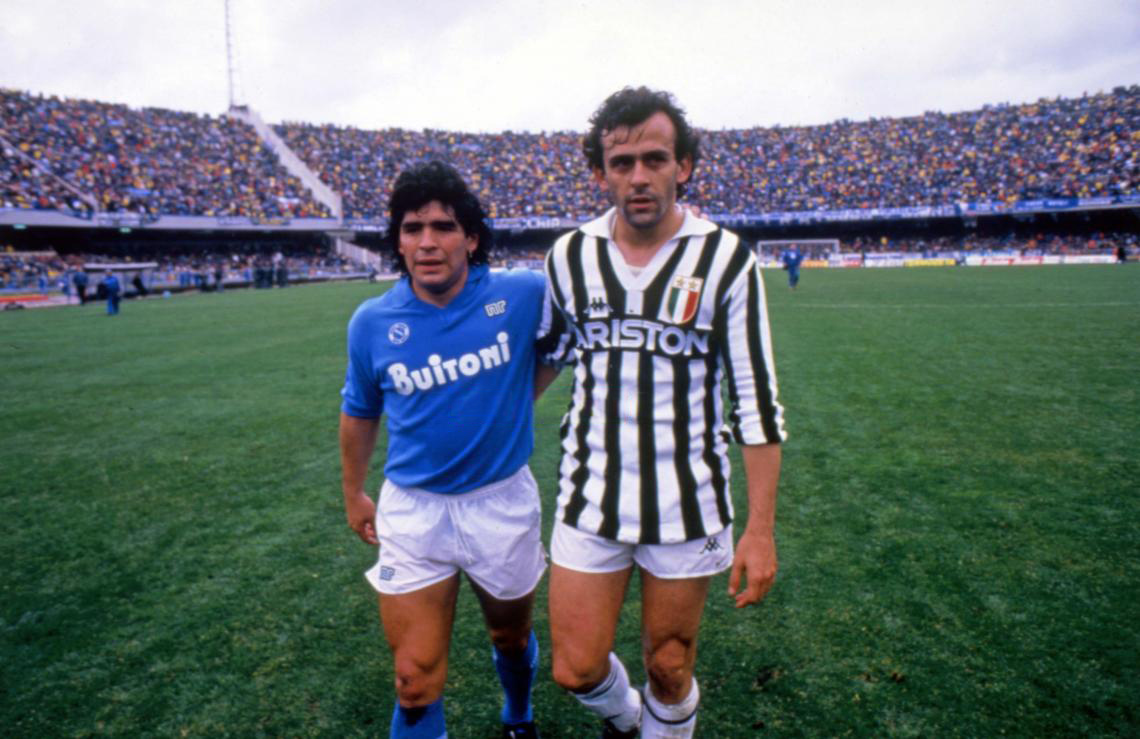
Der Drittplatzierte Michel Platini (rechts) von Juventus Turin mit Diego Maradona (links) vom SSC Neapel (1986)

Die Trophäe war jahrelang im Museum des Estadio Santiago Bernabéu zu sehen, bevor sie im September 2021 in London für 187.500 Pfund Sterling verkauft wurde.